# Anops bilabialatus
Anops bilabialatus är en ödleart som beskrevs av  William R. Stimson 1972. Anops bilabialatus ingår i släktet Anops och familjen Amphisbaenidae. Inga underarter finns listade i Catalogue of Life.